# تسلسل لانهائي
التسلسل اللانهائي أن يحدث قبل كل حادث حادث آخر لا إلى بداية. فمهما تصورت حادثاً في القدم فيجوز أن تتصور حادثاً قبله لا إلى بداية. فيتكون من مجموع هذه الحوادث سلسلة غير منقطعة من جهة القدم ومنقطعة الآن في الحاضر. فهذا الأمر هو ما يسمى بالتسلسل في القدم.

مخطط يشرح التسلسل في القدم

## توضيح التسلسل
يقول الباحث في علم الكلام سعيد فودة في كتابه مختصر شرح الخريدة البهية إن بعض الناس يعتقد أن التسلسل جائز في العقل وغير مستحيل. إلا إن ما يلزم عن هذه الفكرة هو أن يكون كل حادث مشروطاً بحادث قبله وهكذا لا إلى بداية. فشرط الحادث (الموجود بعد عدم) اليومي هو حادث في الأمس وهكذا لا إلى بداية للشروط. فتتألف من هذا الفرض مجموعة شروط لا نهاية لها فيتحصل أن الحادث اليومي مشروط بحصول حوادث لا نهاية لها وانقضاء هذه الحوادث، لأن الفرض أن كل حادث فإنه قبل سابقه، فيستلزم ذلك انقضاء ما لا نهاية له من الحوادث.
ولكنه إن تنبهنا إلى اللازم السابق لرأينا أنه محال في العقل أي إنه لا يمكن للعقل السليم أن يصدق به. فلا يوجد هنالك معنى مفهوم لانقضاء (انتهاء) ما لا نهاية له، لأن في هذا تناقض. فكأنك تقول إن لا نهاية له ينتهي وواضح أن في هذا تناقض بين.

## الاستحالة العقلية للتسلسل
بالإضافة إلى ما سبق يمكن تقديم المثال التالي لزيادة توضيح استحالة القول بالتسلسل في القدم عقلاً.
إذا افترضنا أن هذه السلسلة حاصلة، أي سلسلة الحوادث التي تنتهي اليوم ولا بداية لها في الأزل، فيمكن في العقل أن نتصور سلسلة أخرى، تنتهي قبل يومين مثلاً ولا بداية لها منذ الأزل أيضاً. فما دام جاز تصور الأولى فيجوز تصور الثانية ولا مانع منه عقلاً. ويلاحظ أن هاتين السلسلتين ليس لهما نفس الطول فالأولى تزيد عن الثانية. 
فإن تصورنا الثانية والأولى فإنه يمكن في العقل التطبيق بينهما، أي مقابلة كل فرد من أفراد الأولى بكل فرد من أفراد الثانية وبداية التطبيق يكون من الزمن الحاضر لأنه هو المعلوم التفصيلي والمتفق على حصوله. فلو شرعنا في التطبيق من الطرف الحاضر وأسقطنا مقابل كل حلقة من حلقات السلسلة الأولى حلقة من السلسلة الثانية واستمرينا في ذلك فلا يخلو الأمر من أحد ثلاثة احتمالات:
الاحتمال الأول: أن تنتهي الأولى والثانية معاً وهذا باطل عقلاً لأننا نجزم أن الأولى تزيد عن الثانية بعدد معين.
الاحتمال الثاني: أن تنتهي الثانية ويبقى من الأولى عدد غير محدود، وهذا باطل أيضاً لأننا نعلم أن الأولى تزيد على الثانية بقدر محدود وهو حلقتان.
الاحتمال الثالث: أن تنتهي الثانية ويبقى من الأولى عدد متناه وهذا هو الواجب القول به، ويلزم عليه أن السلسلة الثانية محدودة ومتناهية، وما دامت الحلقة الثانية متناهية فيجب أن تكون الأولى متناهية أيضاً لأنها تزيد عن الثانية بعدد محدود وما زاد على المحدود بعدد محدود فهو محدود قطعاً.

## الوجوب العقلى للتسلسل
من جهة أخرى هل يمكن الإستدلال على وجوب التسلسل في القدم من خلال مبدأ امتناع الترجح من غير مرجح، لأن القول ببطلان التسلسل في القدم يعنى وجود حادث أوّل لا يسبقه أي حادث، هذا الحادث يجب أن يعلّل بعلّة، وعلّته يستحيل ان تكون قديمة للزوم قدم المعلول، ويستحيل ان تكون حادثة للزوم تقدّمها على الحادث الأوّل، ويستحيل ان لا يكون معلّل بعلّة لامتناع الترجّح من غير مرجّح.
بالتالى يؤدى نفى التسلسل في القدم إلى القول بالترجّح من غير مرجّح وهو باطل. وهذا البرهان قدّم من قبل الفلاسفة القائلين بقدم العالم ردّاً على المتكلمين القائلين بحدوثه.

## روابط خارجيّة
تقييم التسلسل في القدم
أربعة ردود على منكرى التسلسل اللانهائي
حول إمكان التسلسل اللانهائي